# 奥约斯德莱斯皮诺
奥约斯德莱斯皮诺，是西班牙卡斯蒂利亚-莱昂阿维拉省的一个市镇。 总面积53km2, 总人口430人（2001年），人口密度8人/km2。